# Pacsirtafű
A pacsirtafű (Polygala) a hüvelyesek rendjében a pacsirtafűfélék családjának egyik nemzetsége több mint 700 fajjal. A családot a hagyományos rendszertanok a gólyaorrvirágúak (Geraniales) rendjében helyezték el.

## Származása, elterjedése
A nemzetség csaknem kozmopolita, csak a sarkvidékekről és a csendes-óceáni szigetvilágból hiányzik.

## Megjelenése, felépítése
A nemzetségben lágyszárúak, cserjék és fák is előfordulnak; a Kárpát-medencében élő hat faj (amint ezt a taxon magyar neve is mutatja) kis termetű lágyszárú.
Virágai zigomorfak (kétoldalasan részarányosak); hasonlítanak a pillangósvirágúak virágaiéhoz, de a virág felépítésében a csészelevelek is részt vesznek: az öt közül kettő megnagyobbodott, és két oldalról körbezárja a virágot. A további három sziromlevél közül az alsó csónakszerű; a vége rojtos. A porzók csővé nőttek össze.

## Életmódja, élőhelye
Magyarországon:
- kaszálókon, mocsárréteteken és lápréteken gyakori a lilásvörös vagy kékes virágú üstökös pacsirtafű (Polygala comosa).
- hegy- és dombvidékek pusztafüves lejtőin nyílik a nagyobb termetű, rózsaszín virágú nagy pacsirtafű (Polygala major).

Európában:
- sziklakertertekbe ültetik a lágyszárú, sötétlila, rózsaszín és kék virágú szirti pacsirtafüvet (Polygala calcarea)

Örökzöld törpecserjék:
- törpepuszpáng (Polygala chamaebuxus)
- pireneusi pacsirtafű (Polygala vayredae)

Üvegházi dísznövény a Dél-Afrikában honos mirtuszlevelű pacsirtafű (Polygala myrtifolia)

## Felhasználása
Több faja dísznövény. Az Észak-Amerika keleti részén élő szenegafű (észak-amerikai szenegagyökér, csörgőkígyógyökér, Polygala senega) kígyómarásra használatos.

## Ismertebb fajok
- Polygala acanthoclada
- Polygala alba
- Polygala alpestris
- keserű pacsirtafű (Polygala amara)
- Polygala ambigua
- Polygala anatolica
- Polygala arillata
- Polygala balduinii
- Polygala barbeyana
- Polygala boykinii
- Polygala brevifolia
- Polygala butyracea
- Polygala californica
- szirti pacsirtafű (Polygala calcarea)
- Polygala carnea
- törpepuszpáng (Polygala chamaebuxus)
- Polygala chapmanii
- Polygala chinensis
- üstökös pacsirtafű (Polygala comosa)
- Polygala cornuta
- Polygala cowellii
- Polygala crenata
- Polygala crotalarioides
- Polygala crucianelloides
- Polygala cruciata
- Polygala curtissii
- Polygala cymosa
- Polygala densiracemosa
- Polygala eucosma
- Polygala floribunda
- Polygala glandulosa
- Polygala glochidiata
- Polygala grandiflora
- Polygala hecatantha
- Polygala hemipterocarpa
- Polygala heterorhyncha
- Polygala hookeri
- Polygala incarnata
- Polygala intermontana
- Polygala japonica
- Polygala klotzschii
- Polygala leptocaulis
- Polygala leptostachys
- Polygala lewtonii
- Polygala lindheimeri
- Polygala longicaulis
- Polygala lutea
- Polygala macradenia
- nagy pacsirtafű (Polygala major)
- Polygala maravillasensis
- Polygala mariana
- Polygala monticola
- Polygala microphylla
- mirtuszlevelű pacsirtafű (Polygala myrtifolia)
- Polygala nana
- Polygala nicaeensis
- Polygala nitida
- Polygala nudata
- Polygala nuttallii
- Polygala oblongata
- Polygala obscura
- Polygala oppositifolia
- Polygala ovatifolia
- Polygala paniculata
- Polygala paucifolia
- Polygala polygama
- Polygala ramosa
- Polygala rectipilis
- Polygala rimulicola
- Polygala rugelii
- Polygala rusbyi
- Polygala sanguinea
- Polygala scoparioides
- szenegafű (Polygala senega)
- Polygala serpyllifolia
- Polygala setacea
- Polygala sibirica
- Polygala smallii
- Polygala subspinosa
- Polygala tenuifolia
- Polygala transcaucasica
- pireneusi pacsirtafű (Polygala vayredae)
- Polygala venenosa
- Polygala verticillata
- Polygala violacea
- Polygala virgata
- hegyi pacsirtafű (Polygala vulgaris)
- Polygala wattersii